# Cewka Helmholtza
Cewki Helmholtza, pierścienie Helmholtza (Cewki Helmholtza-Gaugaina) – układ cewek, wewnątrz którego istnieje duży obszar o w przybliżeniu stałym wektorze indukcji pola magnetycznego. Są one używane do wytwarzania jednorodnego pola magnetycznego i kompensacji pola zewnętrznego (głównie ziemskiego). Nazwane na cześć niemieckiego fizyka Hermanna von Helmholtza.
Układ składa się z dwóch identycznych równoległych cewek. W cewkach powinien płynąć taki sam prąd, w tym samym kierunku, co można osiągnąć przez połączenie szeregowe. Cewki znajdują się w odległości równej promieniowi każdej z nich. Taki układ pozwala uzyskać niemal jednorodne pole magnetyczne w przestrzeni między cewkami.
Indukcja magnetyczna {\displaystyle B} w środku cewki wynosi:
{\displaystyle B=\left({\frac {4}{5}}\right)^{3/2}{\frac {\mu _{0}nI}{R}},}
gdzie:
{\displaystyle n} – liczba zwojów każdej cewki,
{\displaystyle I} – prąd płynący w uzwojeniu,
{\displaystyle R} – promień cewki,
{\displaystyle \mu _{0}} – przenikalność magnetyczna próżni.

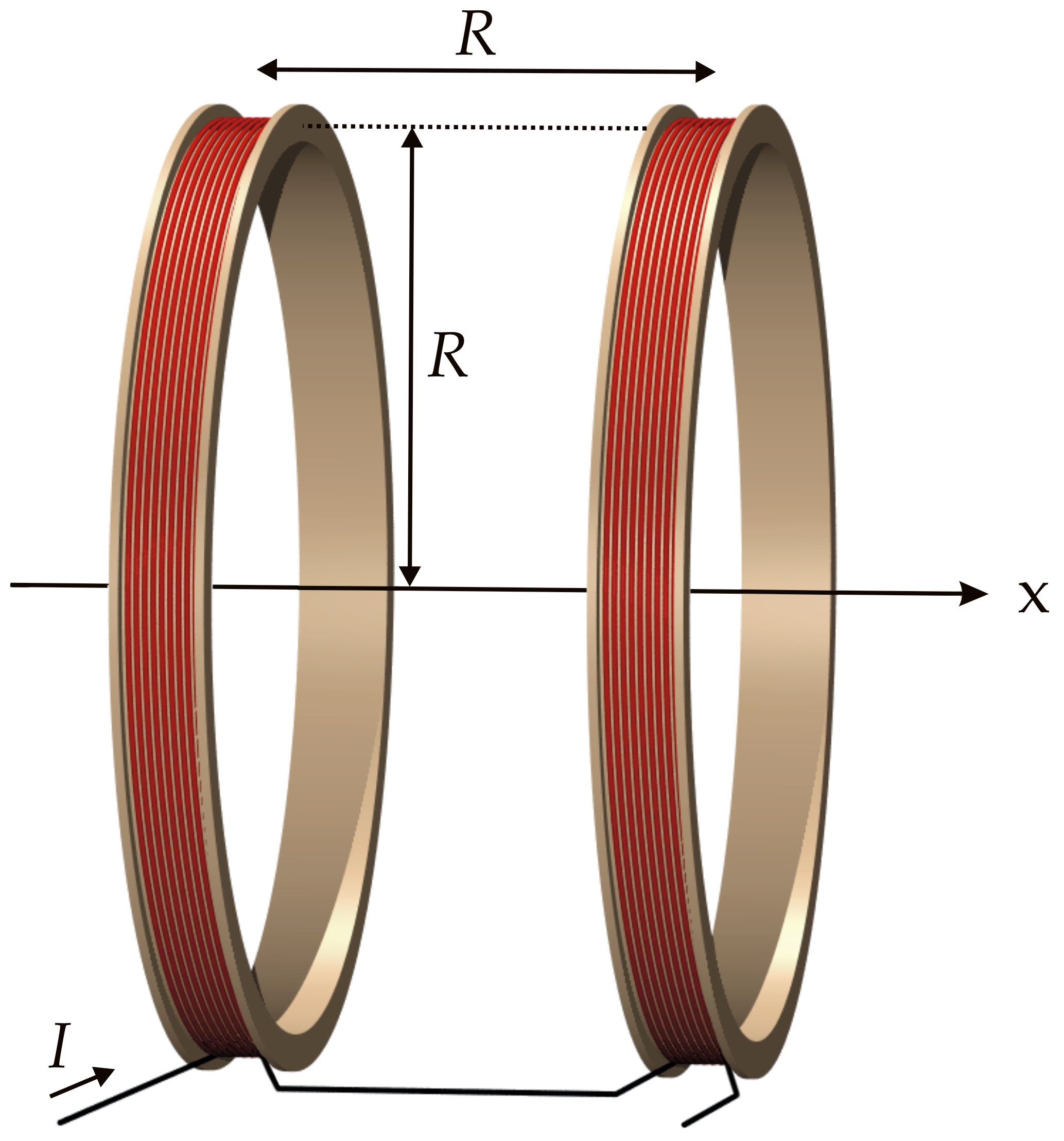
Schemat cewki Helmholtza
Układ linii pola
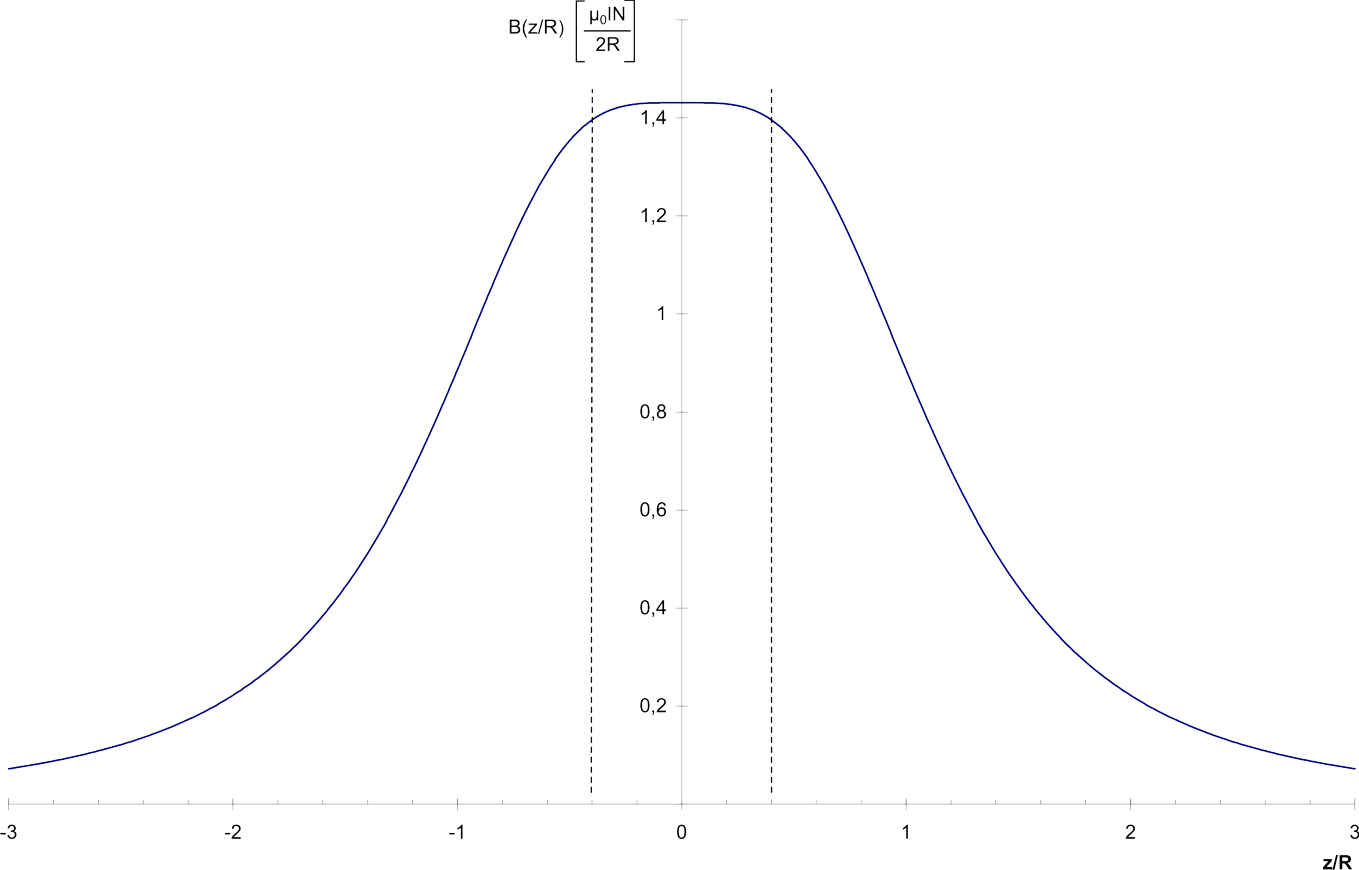
Indukcja pola na osi przechodzącej przez środki cewek – punkt z = 0 znajduje się w połowie odległości między cewkami